# Xabi Aburruzaga
Xabi Aburruzaga   (Portugalete, 10 d'abril de 1978) és un músic i compositor de música tradicional basc. És un mestre de la trikitixa, l'acordió diatònic. Aburruzaga és un trikitilari biscaí, que ha actuat tant en solitari com amb diverses agrupacions amb altres artistes bascos. Des que va aprendre a tocar la trikitixa fins ara ha treballat com a mestre i a més d'això ha publicat diversos llibres i discos, guanyant múltiples premis tocant el seu instrument. A més dels estils que tenen a veure amb la trikitixa és un gran seguidor de diferents estils.

## Biografia
Natural de Portugalete, Biscaia. Va començar a estudiar solfeig amb set anys i a tocar l'acordió de piano. Als dotze anys i de la mà del mestre Rufino Arrola, va entrar en l'estudi de la trikitixa, un acordió diatònic de botons basc.
Va publicar el seu primer disc el 1999, amb 21 anys, amb molt bones crítiques. La seva creixent popularitat el va portar a crear una escola de trikitixa, anomenada Trikileku, que si bé originalment només hi anaven joves de la zona, actualment atreu joves de tota la província de Biscaia.
La primera maqueta contenia quatres cançons de la seva autoria, però després va començar a rebre encàrrecs com la composició de la cançó per a la ikastola Karmelo de Santutxu, el tema de les festes de Bermeo (2002) o la del festival d'ikastolas de Biscaia (2004), juntament amb altres artistes com Eñaut Elorrieta, Oreka Tx, a més de dur a terme altres composicions.
En 2005 va publicar el llibre Bizkaiko Trikitixa amb les partitura dels trikitilaris biscains. Després de publicar el llibre i utilitzant aquestes partitures va publicar un disc amb el mateix títol. Es van vendre molts discos i la conseqüència fou que utilitzant unes partitures escrites per Faustino Arrola que va publicar un altre llibre i disc, adaptant als nous sons i amb música més moderna. És de destacar la modernitat donada per Xabi, ja que les cançons de Faustino són molt antigues. En aquest projecte van col·laborar diversos artistes: Amaia Oreja, Mikel Markez, Leturia i Xabi Zeberio.
En 2009 publica un disc amb lletres pròpies, Denboraren naufrago ("Nàufrag del temps"). L'oïdor tindrà l'oportunitat de llegir els textos de Kirmen Uribe que acompanyen a la música.
En 2010 va ser un dels artistes convidats al famós Festival d'Ortigueira, on ha estat convidat els anys successius. El 2014, a inicis del festival, es va anunciar que el trio format per Aburruzaga, Aitor Antruego i Jose Urrejola va guanyar el seu concurs Proyecto Runas per a grups emergents.
El 2021 va treure el disc Aurrez aurre, el primer gravat en directe, i on va incloure arranjaments de cançons anteriors de l'artista.

## Discografia
Al llarg de la seva carrera ha publicat els següents discs:
- Karmelo Ikastolako Kanta (2000).
- Maketa (2001).
- Egunaro egunaro kalien (2002).
- Alkarregaz heldu ibilaldia (2004).
- Bizkaiko Trikitixa liburua (2005).
- Sakabi (2007).
- Bizkaiko Trikitixa (Diskoa) (2007).
- Denboraren Naufrago (2009).
- Geure (2013)
- Keltik (2016)
- Bost (2019)
- Aurrez Aurre (2021)